# Escala Douglas
La Escala Douglas es una escala que clasifica los diferentes estados del mar en 10 grados tomando como referencia el tamaño de las olas. Fue creada por el vicealmirante inglés Henry Percy Douglas en 1917 cuando dirigía el Servicio Meteorológico de la Armada Británica.
La escala tiene dos códigos, uno para estimar el estado del mar y otro para describir la altura de las olas. Esta escala se adaptó internacionalmente recurriendo en la mayoría de los países a los nombres tradicionales que describían los diferentes estados del mar.

## Descripción del estado del mar según el viento
El mar de viento es el movimiento de las olas (oleaje) generado por el viento al soplar directamente sobre el área del mar observada o en sus inmediaciones.
El mar de fondo es el oleaje que se propaga fuera de la zona donde se ha generado, pudiendo llegar a lugares muy alejados. También recibe el nombre de mar tendida o mar de leva. Las olas del mar de fondo se caracterizan por su período regular y sus crestas suaves.
| Grado | Altura de las olas (m) | Descripción          | Estado del mar |
| 0     | Sin olas               | Mar llana o en calma | La superficie del mar está lisa como un espejo. |
| 1     | 0 a 0,10               | Mar rizada           | El mar comienza a rizarse por partes. |
| 2     | 0,10 a 0,5             | Marejadilla          | Se forman olas cortas pero bien marcadas; comienzan a romper las crestas formando una espuma que no es blanca sino de aspecto vidroso (ovejas). |
| 3     | 0,5 a 1,25             | Marejada             | Se forman olas largas con crestas de espuma blanca bien caracterizadas. El mar de viento está bien definido y se distingue fácilmente del mar de fondo que pudiera existir. Al romper las olas producen un murmullo que se desvanece rápidamente.                                                                                        |
| 4     | 1,25 a 2,5             | Fuerte marejada      | Se forman olas más largas, con crestas de espuma por todas partes. El mar rompe con un murmullo constante. |
| 5     | 2,5 a 4                | Gruesa               | Comienzan a formarse olas altas; las zonas de espuma blanca cubren una gran superficie. Al romper el mar produce un ruido sordo como de arrojar cosas. |
| 6     | 4 a 6                  | Muy gruesa           | El mar se alborota. La espuma blanca que se forma al romper las crestas comienza a disponerse en bandas en la dirección del viento. |
| 7     | 6 a 9                  | Arbolada             | Aumentan notablemente la altura y la longitud de las olas y de sus crestas. La espuma se dispone en bandas estrechas en la dirección del viento. |
| 8     | 9 a 14                 | Montañosa            | Se ven olas altas con largas crestas que caen como cascadas; las grandes superficies cubiertas de espuma se disponen rápidamente en bandas blancas en la dirección del viento, el mar alrededor de ellas adquiere un aspecto blanquecino.                                                                                                |
| 9     | Más de 14              | Enorme               | Las olas se hacen tan altas que a veces los barcos desaparecen de la vista en sus senos. El mar está cubierto de espuma blanca dispuesta en bandas en la dirección del viento y el ruido que se produce es fuerte y ensordecedor. El aire está tan lleno de salpicaduras, que la visibilidad de los objetos distantes se hace imposible. |

## Oleaje
| Grados | Descripción                                     |
| ------ | ----------------------------------------------- |
| 0      | Sin oleaje                                      |
| 1      | Muy bajo (olas cortas y bajas)                  |
| 2      | Bajo (Olas largas y bajas)                      |
| 3      | Ligero (Olas cortas y moderadas)                |
| 4      | Moderado (Olas medias y moderadas)              |
| 5      | Grueso moderado (Olas largas y moderadas)       |
| 6      | Grueso (Olas cortas y altas)                    |
| 7      | Alto (olas medias y altas)                      |
| 8      | Muy alto (Olas largas y altas)                  |
| 9      | Confuso (Olas de longitud y altura indefinible) |

### Clasificación
Longitud de onda:
- Ola corta 100 m -
- Ola media 100 - 200 m
- Ola larga 201 m +

Altura de la ola:                 
- Ola baja 2 m -
- Ola moderada 2 - 4 m
- Ola alta 4,01 m +